# Меандрий Самосский
Меандрий (др.-греч. Μαιάνδριος; лат. Maeandrius) — тиран Самоса в конце 520-х годов до н. э.
Тирания Меандрия описана Геродотом, приводящим анекдотические подробности, достоверность которых невозможно проверить.
Согласно Геродоту, Меандрий был секретарем тирана Поликрата. Когда сатрап Лидии Оройт решил выманить Поликрата на континент и сообщил о сокровищах, которые хотел бы ему передать, тиран направил Меандрия в Сарды для инспекции.
Отправившись на встречу с Оройтом, Поликрат оставил Меандрия управлять Самосом. Получив известие о гибели тирана, Меандрий, сознавая крайнюю непопулярность тирании, «велел воздвигнуть алтарь Зевсу Освободителю и окружил его священным участком (он еще и поныне находится перед городскими воротами на
Самосе)» и посвятил в храм Геры великолепные украшения из дворца Поликрата. Затем он созвал народное собрание, на котором заявил, что возвращает народу свободу, но просил выплатить ему из сокровищ Поликрата в качестве награды за ликвидацию тирании шесть талантов, а также «пожаловать на вечные времена жречество Зевса Освободителя» его семье.
Один из граждан ответил на это:

Да, ты вовсе и не достоин быть нашим владыкой, так как ты подлой крови и сволочь. Ну-ка, лучше придумай, как дашь отчет в деньгах, которые присвоил.— Геродот. III. 142.
Тогда Меандрий арестовал недовольных по одному, а через некоторое время, когда он был болен, его брат Ликарет приказал казнить заключенных, чтобы облегчить себе захват власти.
Брат Поликрата Силосон прибыл на Самос с персидскими войсками, и Меандрий согласился уступить ему власть и заключил с персидским командующим Отаном соглашение, но затем, под влиянием своего сумасшедшего брата Харилая, приказал наёмникам вероломно напасть на персидскую делегацию. По мнению Геродота, тиран хотел громко хлопнуть дверью, спровоцировав персидскую расправу и сделав тиранию Силосонта непопулярной.
Персы устроили резню, а Меандрий бежал с самосского акрополя через подземный ход, и прибыл в Спарту, где пытался подкупить царя Клеомена I и организовать экспедицию на Самос. Царь донес о его происках, и эфоры приказали Меандрию покинуть страну.
Дальнейшая судьба Меандрия неизвестна.
Лукиан дважды упоминает Меандрия в своих диалогах: в «Мениппе» и «Хароне», где сообщает, что именно Меандрий предал Поликрата Орету.